# Richard II (toneelstuk)

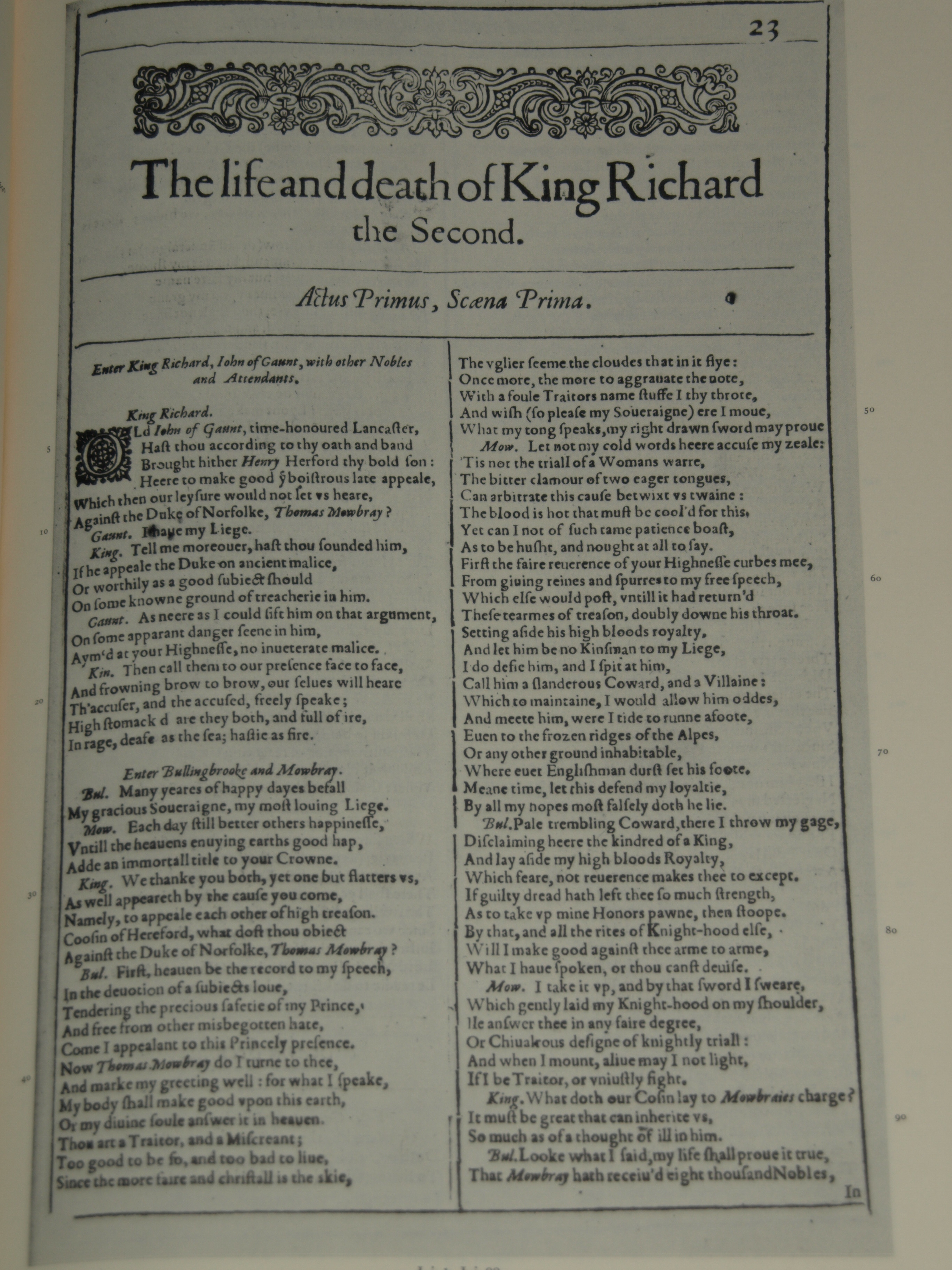
Richard II, titelpagina van First Folio, 1623

Richard II (Engelse titel: The Tragedy of Richard the Second) is een door William Shakespeare omstreeks 1595 geschreven historisch toneelstuk dat als quarto (Q1) voor het eerst werd gepubliceerd in 1597. Het werd ook opgenomen in de First Folio van 1623.
Richard II is het eerste deel van een tetralogie waar ook – met de opvolgers van deze koning in de hoofdrol – Henry IV, Part 1, Henry IV, Part 2 en Henry V deel van uitmaken. Het stuk is gebaseerd op het leven van Richard II, die koning van Engeland was van 1377 tot 1399. Hoewel het in de First Folio een 'history play' wordt genoemd, was de titel in de voorafgaande quarto editie 'The tragedie of King Richard the second.'

## Verhaal
Na de dood van Eduard III blijven zeven zonen over. Richard II wordt als koning opgevoed door zijn ooms Gloucester en Jan van Gent (John of Gaunt).
Richard beveelt zijn rechterhand, Mowbray, om Gloucester, die enige meningsverschillen met Richard heeft, te vermoorden. Dit gebeurt ook, maar met medeweten van Henry Bolingbroke (de latere Hendrik IV) die Mowbray komt beschuldigen bij de koning. Richard, vol angst, besluit om Bolingbroke en Mowbray te verbannen.
Bolingbroke verbant hij zogezegd omdat hij de rust in het paleis verstoort (terwijl het een truc van Richard is om zich van Bolingbroke te ontdoen) en Mowbray verbant hij zodat niemand zijn partijdigheid opmerkt, en zo het complot niet verraadt. Richard leeft als een vadsige, intolerante vorst en ontdoet zich van Jan van Gent, die zich in zijn laatste uren afkeert van Richard, omdat hij het complot doorziet.
Henry Bolingbroke wordt ondertussen door zijn tante, de hertogin van Gloucester, aangezet om vanuit Ierland een troepenmacht samen te stellen tegen de gruwelijke Engelse vorst.
Richard ziet zijn einde tegemoet en probeert zijn huid nog te redden en te ontsnappen aan zijn dood door medelijden op te wekken bij zijn halfbroer, Bolingbroke. Die laatste toont echter geen mededogen na alles wat Richard hem en zijn familie heeft aangedaan en sluit Richard op in de Tower of London.

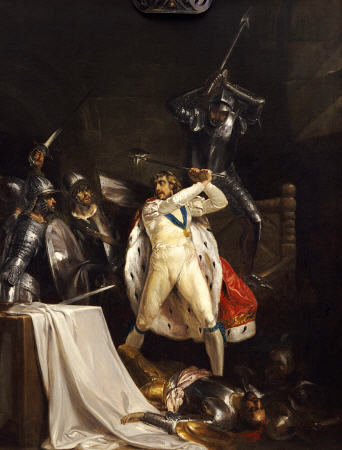
De dood van Richard II, door Francis Wheatley. Wheatley beeldt hier het vijfde bedrijf, vijfde scène van Richard II uit, waarin Sir Piers Exton en zijn handlangers Richard vermoorden.